# Отель «Новая роза»
«Отель „Новая Роза“» (англ. New Rose Hotel) — кинофильм по рассказу Уильяма Гибсона. Впервые был представлен 5 сентября 1998 года на Венецианском фестивале. В прокат впервые вышел в Италии 19 марта 1999 года. В США прокат начался 1 октября 1999 года, но был ограничен (сборы — 21 тыс. долл). ТВ-премьера состоялась в Финляндии 17 июня 2003 года.

## Сюжет
Основу сюжета составляет противостояние нескольких огромных транснациональных корпораций. Перенеся термин «дзайбацу» из довоенной Японии (до Второй мировой войны так назывались картели, контролирующие банковскую и индустриальную деятельность), Гибсон обозначил этим словом корпорации, возникшие в будущем и контролирующие все аспекты жизни населения Земли.
Фокс (Уокен) и Икс (Дефо) — профессионалы по извлечению специалистов из корпораций-«дзайбацу». Работа, которой они занимаются, похожа на деятельность «похитителей детей» или «охотников за головами». Они помогают учёным и исследователям — основным мозговым центрам корпораций — сменить место работы. Покинуть компании своих нынешних работодателей не так просто — магнаты будущего предпочитают видеть учёного мёртвым, чем работающим на конкурента. Фокс одержим идеей об извлечении Хироси (Ёситака Амано, художник, известный оформлением серии игр Final Fantasy), гениального учёного-генетика, работающего в данный момент на голландскую корпорацию «Маас Биолабс».
Для достижения цели Фокс и Икс нанимают найденную в токийском баре Сэнди (Ардженто), «девушку из района Синдзюку» (или «девушку по вызову»), чтобы та, влюбив в себя Хироси, убедила его покинуть «Маас Биолабс» и перейти работать в японскую корпорацию «Хосака».
Но, как оказывается, у Сэнди тоже есть свои планы, и встреча их не случайна. Извлечение проходит совсем не так гладко, как обычно.

## В ролях
- Кристофер Уокен — Фокс
- Уиллем Дефо — Икс
- Азия Ардженто — Сэнди
- Ёситака Амано — Хироси
- Гретхен Мол — жена Хироси

## Особенности фильма
Фильм не содержит спецэффектов, трюков, жёсткого действия, не пытается визуализировать «виртуальную реальность». В нём очень мало того, что обычно понимают под внешними проявлениями «фантастических фильмов». Все важные по сюжету события происходят «за кадром», в центре внимания остаются планы и переживания героев.

## Награды и номинации

### Награды
- 1998 — Венецианский кинофестиваль
  - Приз Эльвиры Нотари (Специальное упоминание) — Абель Феррара
  - Приз кинокритиков — Абель Феррара

### Номинации
- 1998 — Венецианский кинофестиваль
  - «Золотой лев» — Абель Феррара